# Precipice
Precipice (deutsch Abgrund) ist ein Musikalbum von Ill Considered. Die wohl 2023 entstandenen Aufnahmen erschienen am 22. März 2024 auf dem Label New Soil.

## Hintergrund
Das Londoner Improvisationstrio Ill Considered besteht aus dem  Tenorsaxophonisten Idris Rahman, dem Bassisten Liran Donin und dem Schlagzeuger Emre Ramazanoglu. Das Album Precipice  stellt das zweite Studioalbum der Band dar. Rahman und Ramazanoglu gründeten die Gruppe 2018 mit dem Bassisten Leon Brichard und zur Stammbesetzung gehörte auch der Perkussionist Satin Singh. Weitere Musiker, die auf früheren Ill Considered-Aufnahmen mitgewirkt haben, sind der Gitarrist Steve Ashmore, der Perkussionist Yahael Camara-Onono und die Saxophonistin Tamar Osborn.
Die Band fasst ihren Ansatz folgendermaßen zusammen: „Wir neigen dazu, so ziemlich alles, was wir tun, aufzunehmen. Wir haben das Gefühl, dass unsere Stimme beim Erschaffen von Kompositionen im Augenblick zu finden ist. Wir versuchen, der Kreativität so wenig Hindernisse wie möglich in den Weg zu legen und versuchen, mit der Ehrlichkeit der Aufnahmen zu leben, die aus diesem Ansatz resultieren.“

## Titelliste
- Ill Considered: Precipice (New Soil NS0055LP)[2]

1. Jellyfish 4:10
2. Don’t Be Sad (It’s too Late) 3:23
3. Vespa Crabro 6:01
4. Linus with the Sick Burn 3:39
5. And Then There Were Three 4:15
6. Katabatic 5:05
7. Black Lacquer 4:02
8. Kintsugi 2:20
9. Solenopsis 6:41
10. Alpenglow 4:41

Die Kompositionen stammen von Idris Rahman, Liran Donin und Emre Ramazanoglu.

## Rezeption

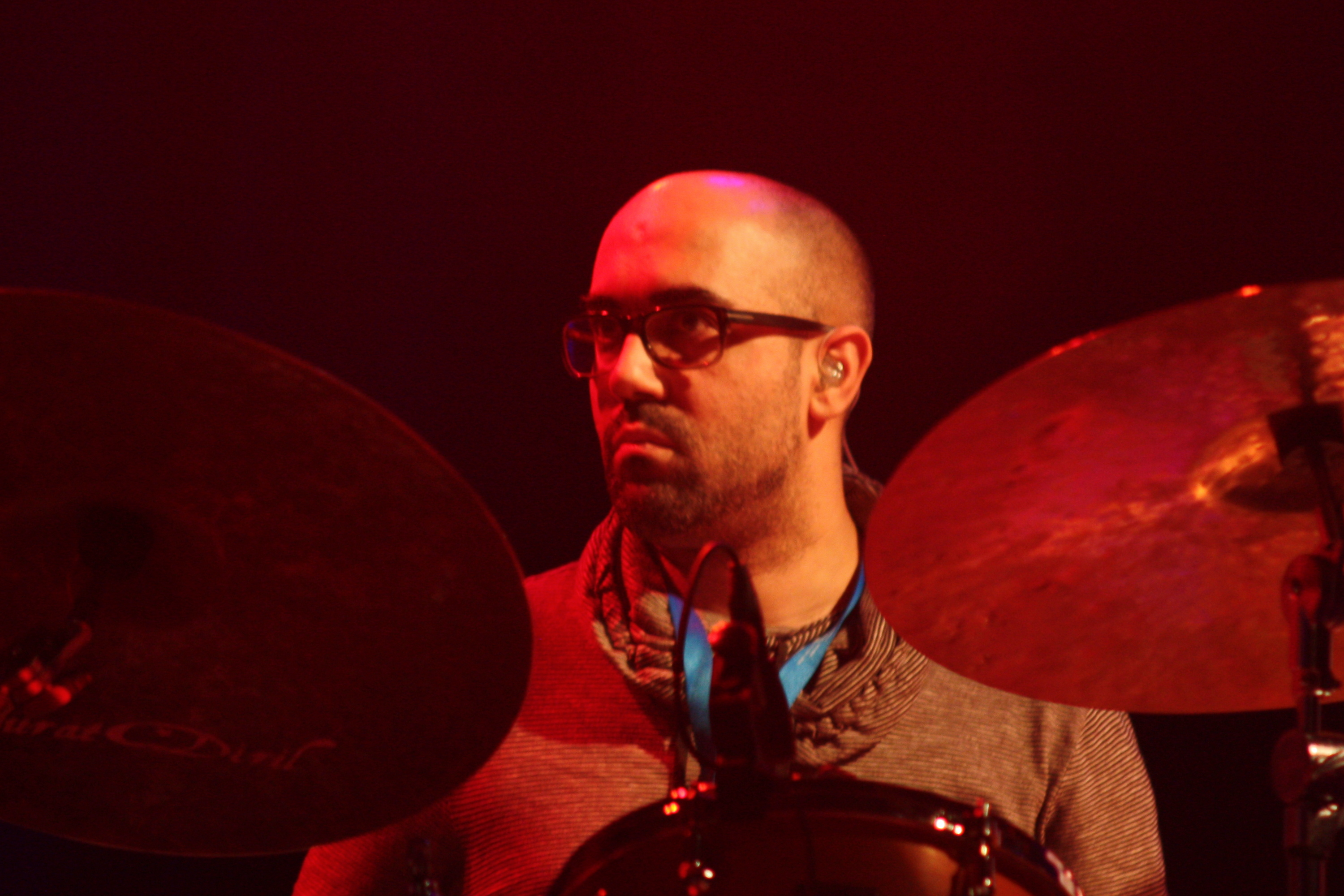
Emre Ramazanoglu auf dem Deutschen Jazzfestival 2013

Nach Ansicht von Chris May, der das Album in All About Jazz rezensierte, funktioniere das dichte Zusammenspiel der Gruppe recht gut, und dies  würde zum Teil in der Natur der Musik liegen – konsonant, mit Schlüsselzentren und motorhaften Rhythmen – und zum Teil darin, dass die Spieler einander aufmerksam und ständig zuhören. Das Ergebnis sei Musik, die Freude macht. Die zehn Titel würden meist feurig klingen, ohne aggressiv zu wirken, und manchmal sanft und nachgiebig. Der stets lyrische, raue Klang des Saxophonspiels von Rahman, der oft in den mittleren und tiefen Lagen agiere, sei pure Freude beim Zuhören, ebenso wie die Art und Weise, wie alle drei Musiker sich gegenseitig beeinflussen. Dies sei die Art von Album, die der freien Improvisation einen guten Namen verleihe.
Für Ill Considered stellt Precipice so etwas wie einen „Zurück zu den Wurzeln“-Ansatz dar, bei dem das Kerntrio Rahman, Donin und Ramazonoglu im Studio improvisiert, schrieb Ian Mann (The Jazz Mann). Das mag „Free Jazz“ sein, aber die Musik von Ill Considered vermeide die stilistischen Muster, die oft mit dieser bestimmten Musikrichtung verbunden sind, da sie zehn relativ kurze Titel liefern, spontan entstandene Kompositionen, die voller Energie sind und die hell, druckvoll und zugänglich klingen. Anscheinend wurde das Album „live im Studio“ im Verlauf von drei intensiven zweistündigen Sessions aufgenommen, die anschließend geschickt bearbeitet wurden, um dieses ungefähr 45-minütige Album zu produzieren.
Das Londoner Trio schwelge in einem bedrohlichen Minimalismus (unterstrichen durch Songtitel wie „And Then There Were Three“), wobei der ausgefeilte Sound des Trios auf die expansiven Klänge und die zahlreichen Gäste des Albums Liminal von 2021 verzichte, schrieb Tom Berry in Jazzwise. Vielleicht sei dies das bislang ausgereifteste Album dieser Band. Die harte Tournee habe ein tiefes Einfühlungsvermögen zwischen diesem Trio geschaffen, dessen Live-Shows zweifellos dazu führen werden, dass sich diese Stücke noch weiterentwickeln.